# Partido Liberal Democrático
De Partido Liberal Democrático (Nederlands: Liberaal-Democratische Partij, PLD) was een Chileense liberale politieke partij die bestond van 1893 tot 1932.

## Geschiedenis
De PLD werd in 1893 opgericht door vroegere aanhangers van de voormalige Chileense president José Manuel Balmaceda. De autoritaire Balmaceda was in 1891, tijdens de  Burgeroorlog verdreven door zijn tegenstanders en pleegde later dat jaar zelfmoord. 

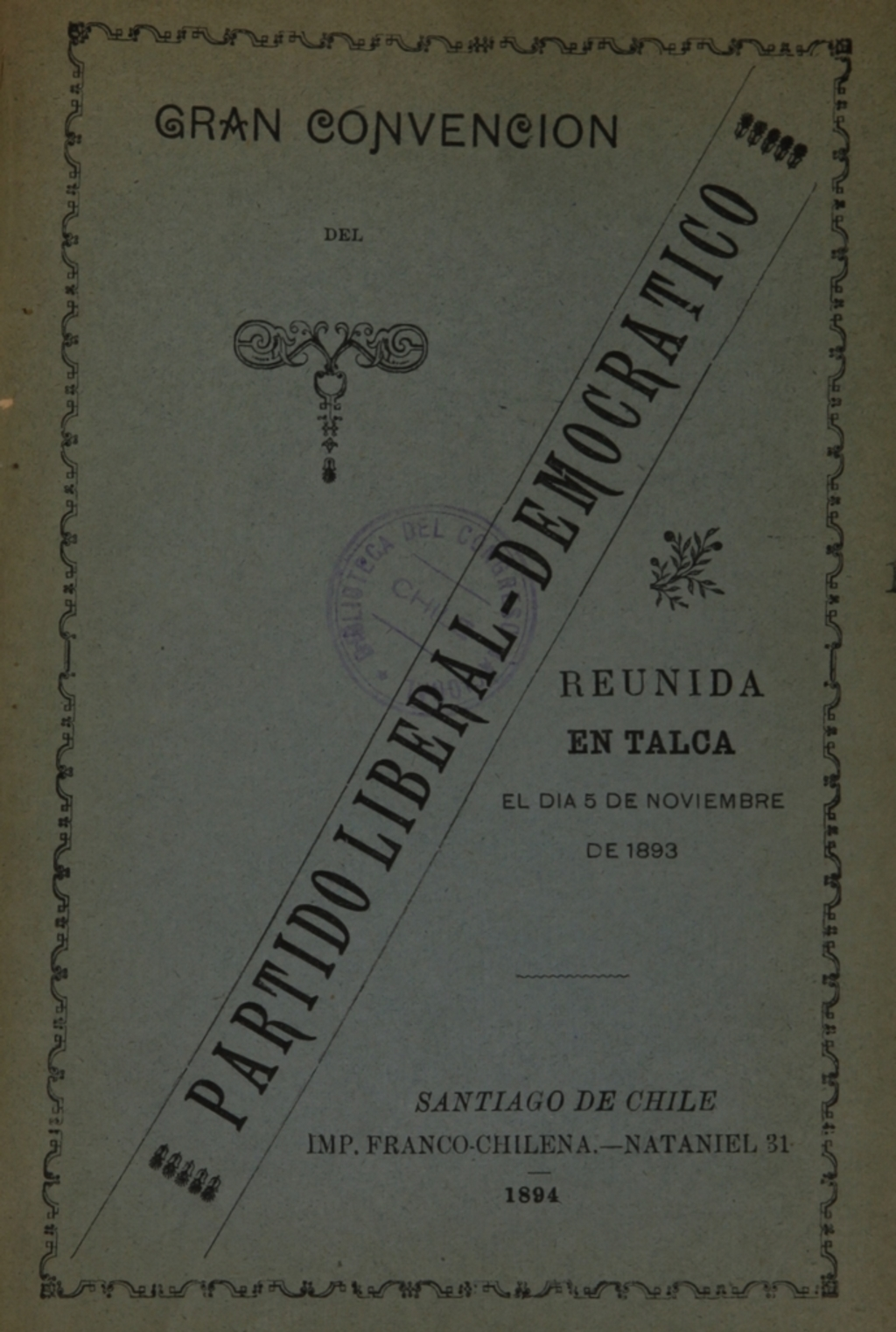
Partijstatuten uit 1894

De oprichters waren in navolging van Balmaceda een voorstander van een krachtig presidentschap en liberalisme. Aanvankelijk boekte de partij successen tijdens de parlementsverkiezingen, maar na de Eerste Wereldoorlog ging de steun voor de partij sterk achteruit. Binnen de partij waren twee stromingen ontstaan: zij die kandidaat van de liberalen en radicalen voor het presidentschap steunden, Arturo Alessandri (de zgn. "PLD-Aliancista") en zij die de kandidaat van de liberalen en conservatieven voor het presidentschap steunden, de tegenstander van Alessandri ("PLD-Unionista"). In 1930 verzoenden de beide stromingen en gingen op in de Partido Liberal Unido (Verenigde Liberale Partij). Na de val van president Carlos Ibáñez del Campo in 1931 reorganiseerden de liberaal-democraten zich echter weer als een zelfstandige partij, om vervolgens in 1932 definitief te fuseren met de Partido Liberal (Liberale Partij).
Tijdens haar bestaan leverde de partij twee presidenten: Juan Luis Sanfuentes (1915-1920) en Emiliano Figueroa (1925-1927†). Alle twee de presidenten werden met steun van de conservatieven en liberalen gekozen.

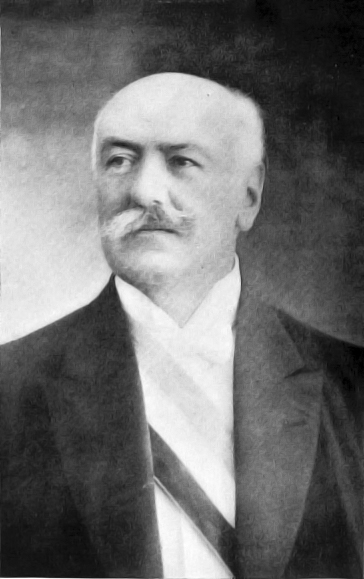
Juan Luis Sanfuentes 1915-1920
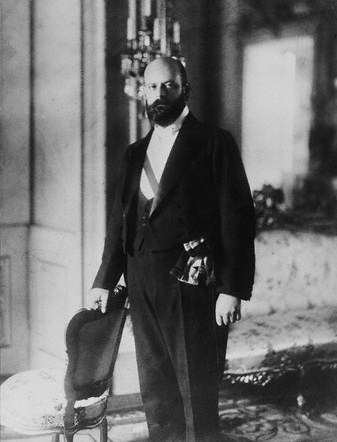
Emiliano Figueroa 1925-1927

## Verkiezingsuitslagen
| Jaar | Aantal afgevaardigden (totaal aantal zetels tussen haakjes) | Aantal senatoren (totaal aantal zetels tussen haakjes) |
| ---- | ----------------------------------------------------------- | ------------------------------------------------------ |
| 1891 | 22 (94)                                                     | Van 1891 t/m 1912 geen zetelaantallen beschikbaar      |
| 1894 | 22 (94)                                                     |                                                        |
| 1900 | 22 (94)                                                     |                                                        |
| 1903 | 27 (94)                                                     |                                                        |
| 1906 | 20 (94)                                                     |                                                        |
| 1909 | 15 (94)                                                     |                                                        |
| 1912 | 27 (118)                                                    |                                                        |
| 1915 | 21 (118)                                                    | 7 (37)                                                 |
| 1918 | 15 (118)                                                    | 5 (37)                                                 |
| 1921 | 8 (118)                                                     | 3 (37)                                                 |
| 1924 | 9 (118)                                                     | 3 (37)                                                 |
| 1925 | 10 (132)                                                    | 6 (45)                                                 |
| 1932 | 1 (142)                                                     | 0 (45)                                                 |